# Джелековец
Джелековец (хорв. Đelekovec) — община с центром в одноимённом посёлке на севере Хорватии, в  Копривницко-Крижевацкой жупании. Население — 1187 человек в самом посёлке и 1527 человек во всей общине (2011). Подавляющее большинство населения — хорваты (99 %). В состав общины, кроме самого Джелековеца, входит деревня Имбриовец (Imbriovec, 340 человек). Большинство населения занято в сельском хозяйстве.
Посёлок расположен на Подравинской низменности в 2 километрах к юго-западу от Дравы, по которой здесь проходит граница с Венгрией и в 10 км к северо-востоку от Копривницы. Через посёлок проходит автомобильная дорога D20 Дрне — Прелог — Чаковец. В трёх километрах от Джелековца по этой дороге находится железнодорожная станция Дрне на линии Загреб — Копривница — Будапешт, где останавливаются местные поезда; а километром далее — посёлок Дрне.